# Danh sách phim sản xuất trong Cách mạng Tây Ban Nha
Đây là danh sách các bộ phim được sản xuất trong Cách mạng Tây Ban Nha. Trong cuộc Cách mạng Tây Ban Nha, ngành công nghiệp điện ảnh được tập thể hóa bởi CNT và FAI. Từ tháng 7 năm 1936 đến tháng 6 năm 1937, có 84 bộ phim đã được sản xuất bởi SIE Films, FRIEP và Spartacus Films. Chỉ có khoảng 40 bộ phim còn được lưu giữ tới ngày nay và không phải tất cả chúng đều được hoành thành.

## Các bộ phim tiêu biểu
| Tên                      | Thời lương | Năm  | Đạo diễn            | Nhà sản xuất       | Nội dung                                                                                                |
| ------------------------ | ---------- | ---- | ------------------- | ------------------ | --- |
| Aurora de esperanza      | 60'        | 1937 | Antonio Sau         | SIE Films          | Phim chính kịch về tình hình kinh tế của giai cấp công nhân và sự khởi nguồn của cuộc cách mạng xã hội. |
| Barrios bajos            | 94'        | 1937 | Pedro Puche         | SIE Films          | Phim chính kịch về vấn đề mại dâm phụ nữ thuộc tầng lớp thấp.                                           |
| Liberación               | ?          | 1937 | Joseph Amich i Bert | SIE Films          | Phim bị thất lạc.                                                                                       |
| ¡No quiero... no quiero! | 110'       | 1938 | Francisco Elías     | SIE Films          | Phim bị thất lạc.                                                                                       |
| Nuestro culpable         | 84'        | 1969 | Fernando Mignoni    | Centro Films/FRIEP | Phim hài âm nhạc về một tên trộm bị bắt vì một vụ trộm cắp mà không phải do anh ta gây ra.              |

## Phim ngắn
| Tên                                      | Thời lượng | Năm  | Đạo diễn              | Nhà sản xuất | Nội dung                                                                 |
| ---------------------------------------- | ---------- | ---- | --------------------- | ------------ | ------------------------------------------------------------------------ |
| Como fieras                              |            | 1937 |                       |              | Phim bị thất lạc.                                                        |
| Francisca, mujer fatal                   |            | 1936 | Valentín R. González  | SIE Films    | Phim bị thất lạc.                                                        |
| La última                                | 15'        | 1936 | Pedro Puche           | SIE Films    | Về các vấn đề liên quan đến chứng nghiện rượu.                           |
| Nosotros somos así                       | 31'        | 1936 | Valentín R. González  | SIE Films    | Vở nhạc kịch về một số trẻ em nghèo cứu mạng cha của một cậu bé giàu có. |
| Paquete, el fotógrafo público número uno | 35'        | 1937 | Ignacio Ferrés Iquino | SIE Films    | Chỉ còn 1 phút của bộ phim còn được lưu giữ.                             |
| Prostitución                             |            | 1936 | Feliciano Catalán     | SIE Films    | Phim bị thất lạc.                                                        |

## Phim tài liệu
| Tên                                                       | Thời lượng | Năm  | Nhà sản xuất                                      | Nội dung |
| --------------------------------------------------------- | ---------- | ---- | ------------------------------------------------- | --- |
| Aguiluchos de la FAI por tierras de Aragón (I)            | 20'        | 1936 | SUEP                                              | First documentary on the Durruti column in the Aragon front during July–August 1936. (Available in Spanish Film Archive) |
| Aguiluchos de la FAI por tierras de Aragón (II)           | 7'         | 1936 | SUEP                                              | Phần thứ hai của loạt phim.                                                                                              |
| Aguiluchos de la FAI por tierras de Aragón (III)          | 25'        | 1936 | SUEP                                              | Phần thứ ba của loạt phim.                                                                                               |
| Alas negras                                               | 12'        | 1937 | SIE Films                                         | Vụ đánh bom Lérida gây ra bởi quân phát xít.                                                                             |
| Amanecer sobre España                                     | 44'        | 1938 | SIA                                               | |
| Ayuda a Madrid                                            | 7'         | 1936 | SIE Films                                         | |
| Bajo el signo libertario                                  | 15'        | 1936 | SUEP                                              | |
| Barcelona trabaja para el frente                          | 23'        | 1936 | Comité Central de Abastos de Barcelona            | |
| La Batalla de Farlete (IV)                                | 16'        | 1936 | SUEP                                              | |
| El cerco de Huesca                                        | 10'        | 1937 | SIE Films                                         | |
| La Columna de Hierro (Hacia Teruel)                       | 18'        | 1937 | SIE Films                                         | |
| La conquista de Carrascal de Chimillas (Frente de Huesca) | 13'        | 1936 | Carlos Martínez Baena y Ramón Oliveras            | |
| División Heroica (En el Frente de Huesca)                 | 18'        | 1937 | SIE Films                                         | |
| El Ejército de la Victoria. Un episodio: Casa Ambrosio    | 10'        | 1937 | SIE Films                                         | |
| En la brecha                                              | 17'        | 1937 | SIE Films                                         | |
| El entierro de Durruti                                    | 10'        | 1936 | SUEP                                              | |
| El frente y la retaguardia                                | 22'        | 1937 | SIE Films                                         | |
| Fury over Spain                                           | 52'        | 1937 | SIE Films                                         | |
| El General Pozas visita el Frente de Aragón               | 4'         | 1937 | SIE Films                                         | |
| Madrid tumba del fascio (V)                               | 4'         | 1936 | SIE Films                                         | |
| Madrid tumba del fascio (VIII)                            | 9'         | 1937 | SIE Films                                         | |
| Madrid tumba del fascio (IX)                              | 10'        | 1937 | SIE Films                                         | |
| Reportaje del movimiento revolucionario en Barcelona      | 22'        | 1936 | Oficina de Información y Propaganda de la CNT-FAI | |
| La silla vacía                                            | 17'        | 1937 | SIE Films                                         | |
| Solidaridad del pueblo hacia las víctimas del fascismo    | 10'        | 1936 | SIE Films                                         | |
| Teruel ha caido                                           | 10'        | 1937 | SIE Films                                         | |
| La toma de Teruel                                         | 7'         | 1937 | SIE Films                                         | |
| Tres fechas gloriosas                                     | 20'        | 1937 | SIE Films                                         | |
| 20 de noviembre                                           | 10'        | 1937 | SIE Films                                         | |

## Tác phẩm về thời kỳ này
Có một số tác phẩm lấy đề tài của thời kỳ này:
- Un cinéma sous influence by Richard Prost
- La cinematografía anarquista en Barcelona durante la Guerra Civil (1936-1939) của Pau Martínez Muñoz